# Voirons
Los Voirons son una montaña situada en el macizo de Chablais, en los Prealpes franceses, en el departamento de Alta Saboya, muy próxima a la frontera con Suiza y a pocos kilómetros de la ciudad de Ginebra.
Da nombre a la división territorial de Francia Communauté de communes des Voirons y constituye la prolongación natural de la montaña también alpina del Salève, de la cual se encuentra separada por el valle del río Arve.